# I. e. 207
Évszázadok: i. e. 4. század – i. e. 3. század – i. e. 2. század
Évtizedek: i. e. 250-es évek – i. e. 240-es évek – i. e. 230-as évek – i. e. 220-as évek – i. e. 210-es évek – i. e. 200-as évek – i. e. 190-es évek – i. e. 180-as évek – i. e. 170-es évek – i. e. 160-as évek – i. e. 150-es évek
Évek: i. e. 212 – i. e. 211 – i. e. 210 – i. e. 209 –  i. e. 208 – i. e. 207 – i. e. 206 – i. e. 205 – i. e. 204 – i. e. 203 – i. e. 202

## Események

### Itália
- Rómában Caius Claudius Nerót és Marcus Livius Salinatort választják consulnak.
- A második pun háborúban Nero consul megpróbálja feltartóztatni a Canusiumot támadó Hannibalt és Grumentumnál visszaszorítja a táborába. Ezután elfogja Hasdrubal Hannibalhoz küldött futárát és serege legütőképesebb részével, hétezer fővel gyors ütemben északra vonul és csatlakozik a másik consulhoz.
- A két consul a metaurusi csatában szétveri a Hispaniából Hannibal megsegítésére érkező Hasdrubal Barca seregét; az ütközetben a pun vezér is elesik. Ezzel Hannibal minden reménye elvész, hogy jelentősebb utánpótláshoz jusson.

### Görögország
- Az Akháj Szövetség vezetője, Philopoimén makedón típusú páncéllal szereli fel a csapatait és azok phalanxtaktikáját alkalmazza. Újításainak köszönhetően a mantineiai csatában döntő vereséget mér a spártaiakra. A csatában Philopoimén személyesen öli meg a spártai régenst, Makhanidaszt.
- Makhanidasz után Nabisz lesz a kiskorú spártai király, Pelopsz helyett uralkodó régens. Nabisz hamarosan lemondatja Pelopszot és átveszi a hatalmat. Széleskörű reformokat vezet be, felszabadítja a rabszolgákat és a száműzött gazdagok birtokaiból földosztást tart.

### Kína
- Csao Kao főminiszter öngyilkosságra kényszeríti Csin Er Si császárt és annak unokaöccsét, Ce-jinget ülteti a helyére. Az új uralkodó egyik első dolga, hogy saját kezűleg megölje Csao Kaót. Országszerte felkelések robbannak ki, a Csin Si Huang-ti által meghódított államok ismét önállóvá próbálnak válni.

### Halálozások
- Hasdrubal Barca, karthágói hadvezér, Hannibal öccse.
- Makhanidasz, spártai hadvezér és régens
- Csin Er Si Huang-ti, kínai császár
- Csao Kao, kínai főminiszter

## Fordítás
- Ez a szócikk részben vagy egészben  a(z)   207 BC című angol Wikipédia-szócikk ezen változatának fordításán alapul.  Az eredeti cikk szerkesztőit annak laptörténete sorolja fel. Ez a jelzés csupán a megfogalmazás eredetét és a szerzői jogokat jelzi, nem szolgál a cikkben szereplő információk forrásmegjelöléseként.